# Skender Fani
Skender Fani (* 23. Februar 1940; † 17. November 2023 in Wien) war ein österreichischer Rechtsanwalt, Spielerberater im Fußball und Geschäftsführer der Toni Polster Werbegesellschaft.

## Leben und Wirken
Zu Fanis Klienten zählten unter anderem Herbert Prohaska, Hans Krankl, Toni Polster, Gerhard Rodax, Walter Schachner, Andreas Herzog, Otto Konrad, Franz Wohlfahrt, Arnold Wetl und Emanuel Pogatetz. Er wurde bekannt durch seine Beteiligung an der Leitung der gescheiterten Rapid AG, welche er 1991 mitgründete. Im Sommer 2010 betreute er Roland Linz und Szabolcs Sáfár.
Er wurde bekannt u. a. durch einen Skandal, als Hans Krankl Trainer beim FC Tirol Innsbruck wurde. Die Justiz sah es als erwiesen, dass der damalige Vorstandssprecher Klaus Mair dem späteren Teamchef der österreichischen Fußballnationalmannschaft 3,6 Millionen Schilling „Handgeld“ gezahlt hatte. Als Krankls Berater nahm er den Betrag in Empfang und wurde daher wegen Anstiftung zur Steuerhinterziehung als Bestimmungstäter zu einer unbedingten Geldstrafe von 200.000 Schilling verurteilt. Im selben Prozess erging auch ein gleichlautendes Urteil gegen den FPÖ-Politiker Walter Meischberger, welcher Peter Stögers Interessen gegenüber dem FC Tirol vertrat.
Er war Mitglied des Präsidiums von SK Austria Klagenfurt.
Skender Fani starb am 17. November 2023 in Wien im Alter von 83 Jahren. Er wurde am Ober Sankt Veiter Friedhof bestattet.
Über die Verlassenschaft von Skender Fani wurde im Juni 2025 die Insolvenz angemeldet. Es steht (unter Vorbehalt der Unschuldsvermutung) im Raum, dass er 10 Millionen Euro Schulden angehäuft und seinen Freund und Geschäftspartner Toni Polster betrogen habe.